# Antonio Ortiz
Antonio Gabriel Ortiz Cañete (* 3. September 2001) ist ein paraguayischer Leichtathlet, der sich auf den Speerwurf spezialisiert hat.

## Sportliche Laufbahn
Erste Erfahrungen bei internationalen Meisterschaften sammelte Antonio Ortiz im Jahr 2018, als er bei den U18-Südamerikameisterschaften in Cuenca mit einer Weite von 58,05 m den siebten Platz im Speerwurf belegte. Im Jahr darauf gelangte er bei den U20-Südamerikameisterschaften in Cali mit 53,21 m auf Rang neun. 2021 gewann er bei den U23-Südamerikameisterschaften in Guayaquil mit 67,81 m die Bronzemedaille hinter dem Brasilianer Luiz Mauricio da Silva und Willam Torres aus Ecuador und anschließend belegte er bei den erstmals ausgetragenen Panamerikanischen Juniorenspielen in Cali mit 61,92 m den achten Platz. Im Jahr darauf sicherte er sich bei den U23-Südamerikameisterschaften in Cascavel mit 73,15 m die Silbermedaille hinter dem Brasilianer da Silva und kurz darauf gewann er bei den Südamerikaspielen in Asunción mit einem Wurf auf 70,96 m die Bronzemedaille hinter da Silva und Billi Julio aus Kolumbien. 2023 belegte er bei den Südamerikameisterschaften in São Paulo mit 69,57 m den sechsten Platz und anschließend gelangte er bei den Panamerikanischen Spielen in Santiago de Chile mit 71,52 m auf den siebten Platz.